# Ellipsocephalus hoffi

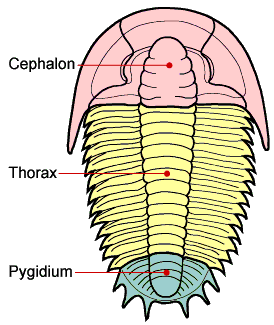
Trilobita általános felépítése

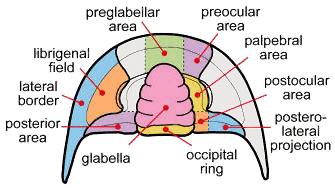
Egy trilobita cephalon felépítése és elnevezései

## Leírás
Geológiai idő: Középső Kambrium
Méret: ~20–40 mm
Egy jellemző lelőhely: Jince Formáció, Hydrocephalus lyelli által jellemzett zóna alsó rétegtani része, Csehország.
Ez a kis méretű trilobita kis számú szelvénnyel és egy rövid farokpajzzsal rendelkezett. A fejlemez nem hordott szemeket, ezért e faj vélhetetően vak volt. A kőzet, amiből előkerült, arra enged következtetni, hogy a természetes élőhelye a partoktól távolabbi, oxigénben szegényebb iszap lehetett, ahol törmelékkel, esetleg kisebb szervezetekkel táplálkozott.
Leírója:
(SCHLOTHEIM 1823)
Cephalon : Félkörös
Viszonylag nagy glabella, ami szaggitálisan megnyúlt és ötszögletű felülnézetből.
Az occipitális barázda gyengén fejlett.
A occipitális gyűrű keskeny.
Az elülső cephalicus szél kissé domború, a glabellával szemben elkeskenyedik.
A szegélybarázda nagyon sekély, tovább mélyül a hátsó határbarázdáig.
A fixigena viszonylag boltozatos és nagy palpebrális lebenyekket hord.
Librigenae szél. Genális szögek lekerekítettek.
Thorax :  12 segmentből áll.
Az axis boltozatos, feltűnő dorsális barázdákkal osztott.
A pleurális barázdák szélesek, abaxiálisan mélyülnek (a szélek felé).
Pygidium : Apró.
Az oldalsó lebenyek szegmentálatlanok.
E fajokban gazdag nemzetségnek több, mint 10 faját lehetett fosszilisan elkülöníteni. Az Ellipsocephalusok mellett a Barrandiai (J. Barrnade (1799-1883). Mintegy 300 fajt írt le.) idők kőzeteiből mintegy 1300 trilobitát írtak le egy viszonylag kis területről.

## Előfordulás
A kambrium idején élt trilobita leletei legbőségesebben a Cseh-masszívum területéről kerültek elő.
Különösen gazdag leletekben a Litavka folyó völgye Közép-Csehországban. A maradványokra az ún. Jince Formácóban találkozhatunk, ami mintegy 505 - 510 millió esztendeje képződött a déli félteke tengereiben.

## Galéria

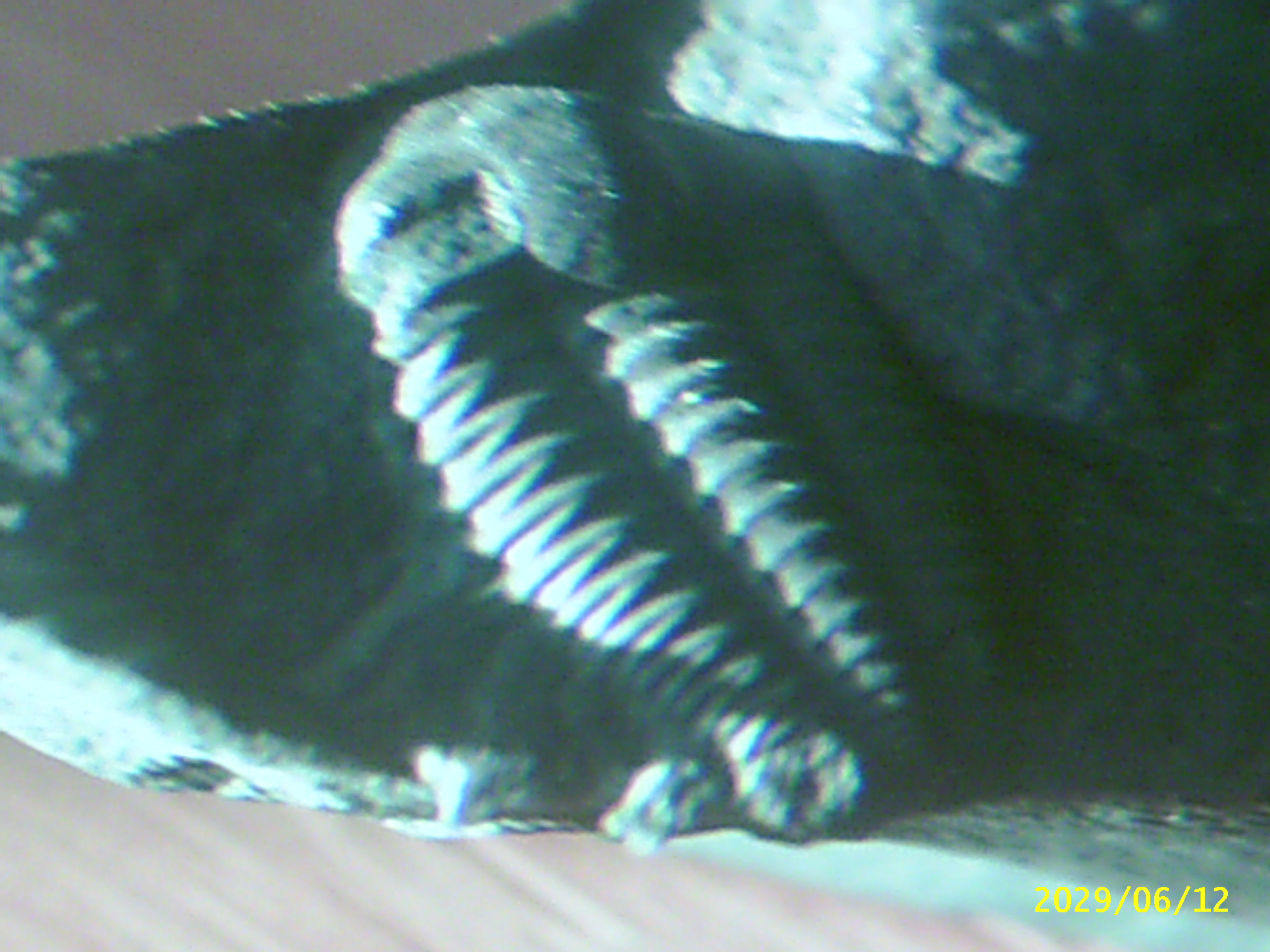
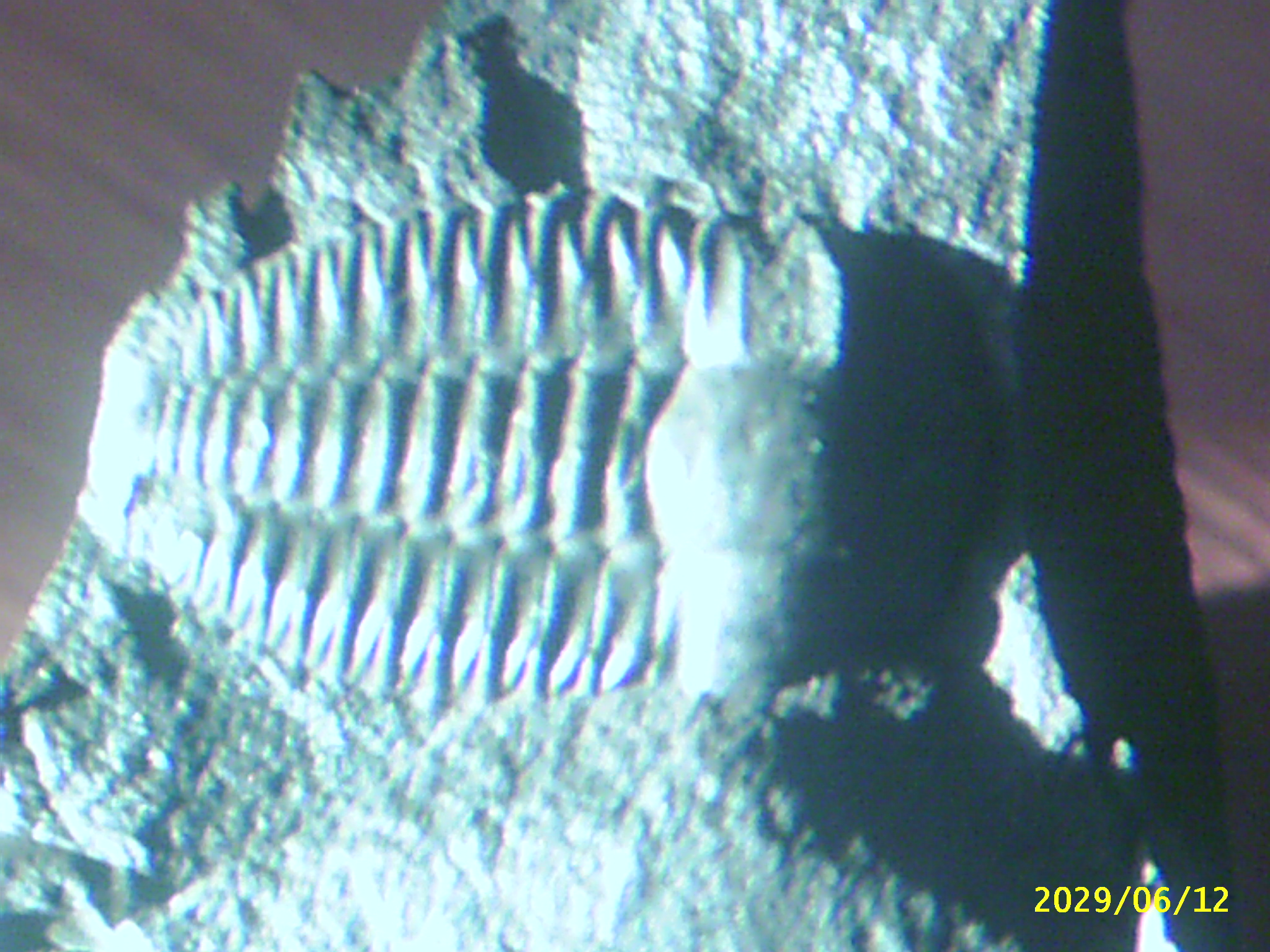
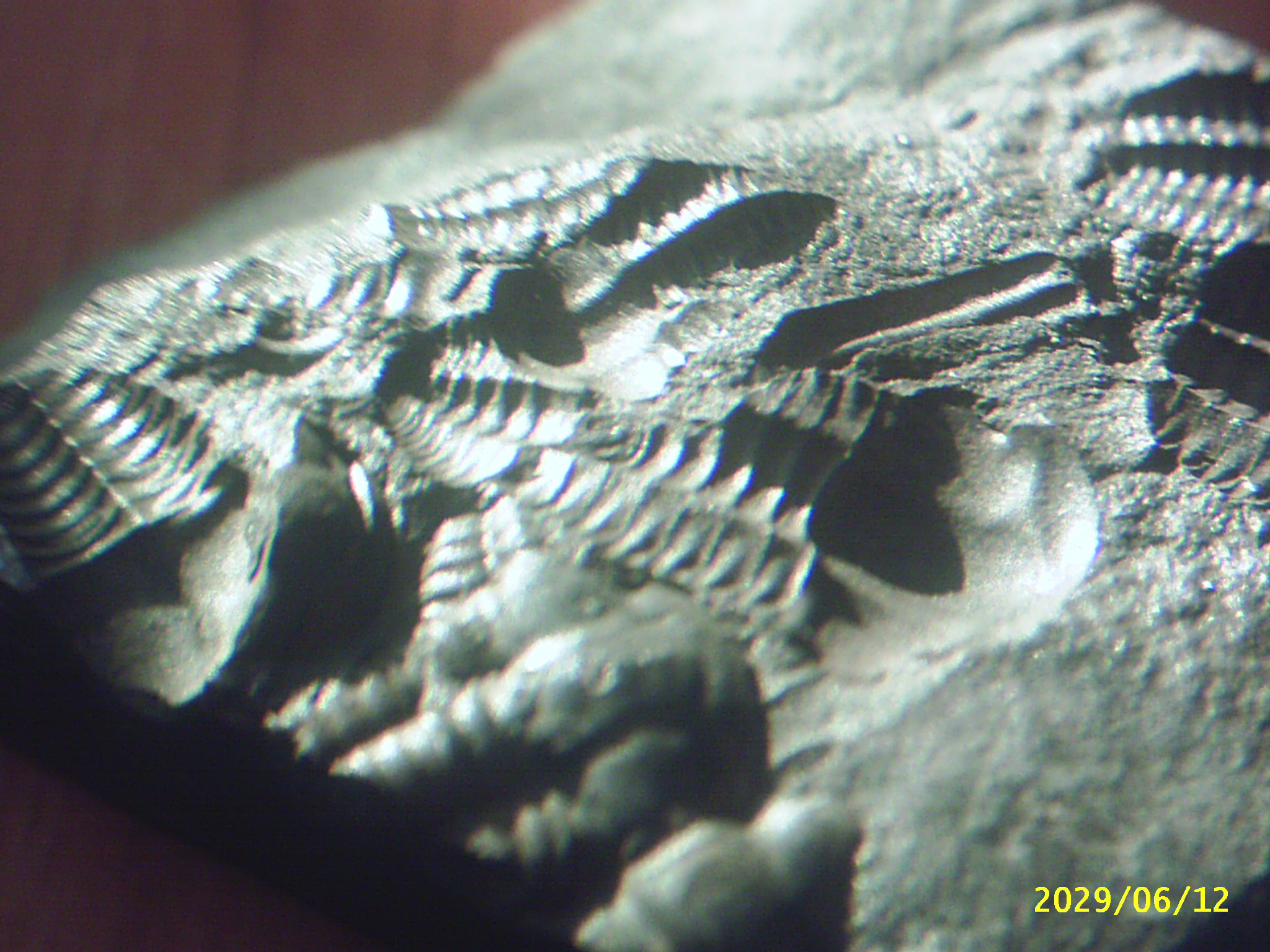
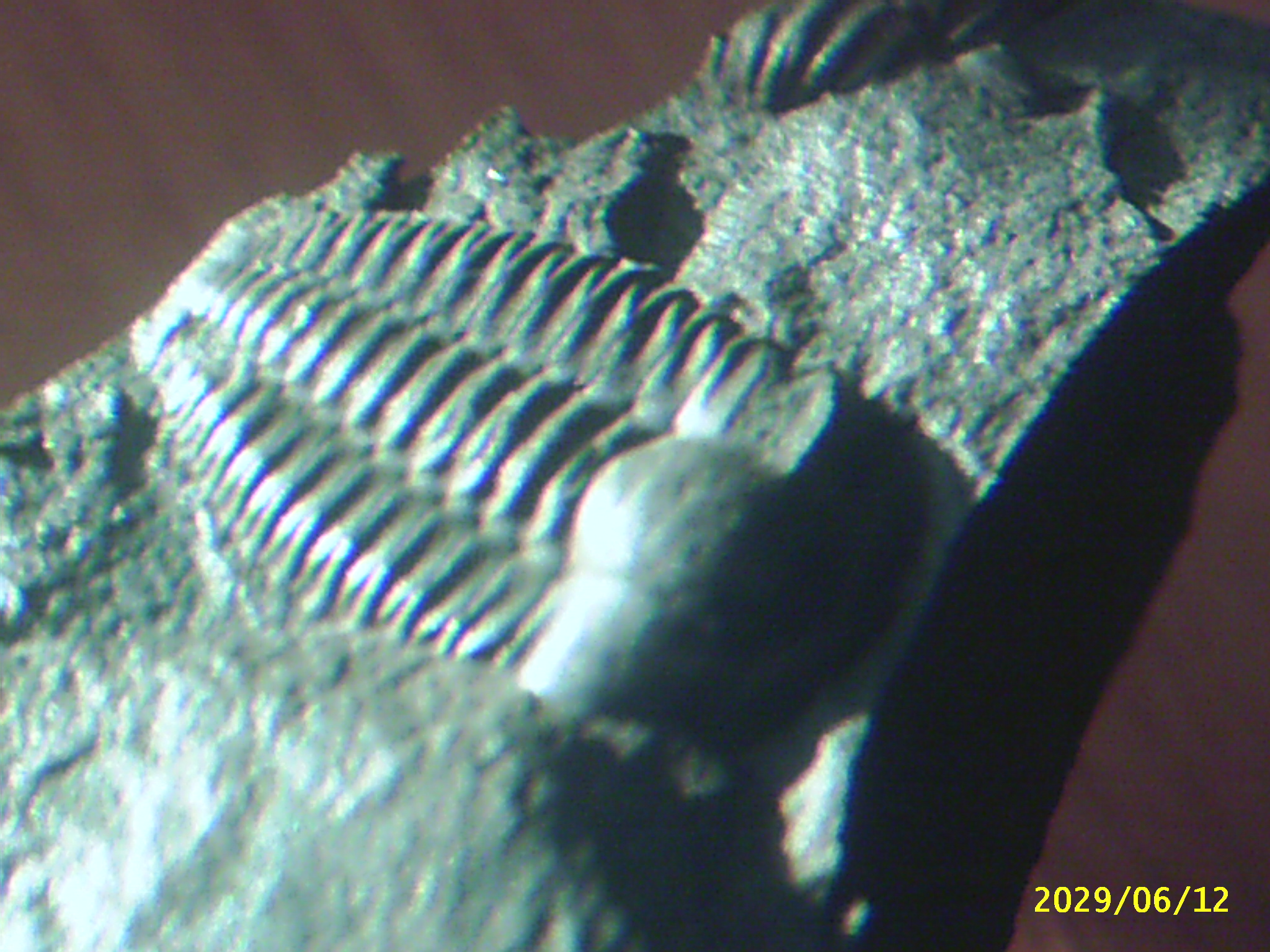